# Пасак Віктор Володимирович
Ві́ктор Володи́мирович Паса́к (*5 червня 1942, м. Ржищів, Київська область) — український журналіст і громадський діяч. Обіймав керівні посади у сфері аудіовізуальних ЗМІ. Заслужений журналіст України.
Член Національної спілки журналістів України (з 1968) і Національної спілки кінематографістів України.

## Життєпис

### Трудова діяльність
1958 — робітник Ржищівського автошляхового відділу.
1959 — робітник Ржищівського міжколгоспбуду.
1960 — літпрацівник Ржищівської районної газети «Червоний прапор».
1961–1966 — студент Київського держуніверситету ім. Т. Шевченка.
1966–1995 — кореспондент, завідувач відділу Українського радіо, головний редактор, директор ТО «Громада» Українського телебачення, віце-президент Укртелерадіокомпанії, генеральний директор Українського радіо, віце-президент Національної радіокомпанії України.
12 грудня 1995 р. — 14 грудня 2009 р. — генеральний директор Київської державної телерадіокомпанії Держкомтелерадіо України. Звільнений після закінчення контракту.
Влітку 2011 — головний редактор газети «Культура і життя».
Професор Київського міжнародного університету.
Автор відеофільмів «Навіки разом», «Хліб України», «Америкою пішки», ведучий міжнародних телемостів Львів — Вінніпег, Київ — Оттава.

### Громадська діяльність
Президент Асоціації дружби «Україна-Куба», член президій Української Ради Миру й Українського Фонду Миру, перший заступник голови правління Київської організації Національної спілки журналістів України, член ЦК Профспілки працівників культури, член Ради Федерації профспілок України, член редколегії журналу «Пам'ять століть». Активіст ВБФ «Журналістська ініціатива».
Був членом Народної партії, членом виконкому Київської обласної організації Народної партії. Вибув за власним поданням.

### Особисте життя
Дружина — Пасак Тетяна Олексіївна, вчителька. Дочка Юлія, син Олексій (*1985) — журналісти.

## Нагороди
Нагороджений орденом «За заслуги» III ст., 5 медалями СРСР і УРСР: («За освоєння цілинних земель», 1964; «За трудову доблесть», 1973;, «В пам'ять 1500-річчя Києва», 1983; «Ветеран праці», 1988), Республіки Казахстан та Республіки Куба. [Заслужений журналіст України]]. Відзначений Почесними Грамотами Кабінету Міністрів (1998) та Верховної Ради України.
Лауреат Республіканської журналістської премії ім. Я. Галана, премії Київської організації НСЖУ «Незалежність».